# Prochilodus nigricans
Espèce
Prochilodus nigricans, ou prochilodus noir, est une espèce de poisson d'eau douce d'Amérique du Sud, de la famille Prochilodontidae de l'ordre des Characiformes.
Les mâles peuvent atteindre 37 cm de longueur totale. La longueur moyenne de maturation est de 24,3 cm chez les femelles et de 23,4 cm chez les mâles. Corps ahusado, coloration plateada, avec des bandes longitudinales obscures formées par hileras de escamas avec des bords noirs.
En termes de distribution géographique, cette espèce se trouve en Amérique du Sud (Bolivie, Brésil, Colombie, Équateur, Pérou), dans les bassins versants de l'Amazone et du Rio Tocantins. Elle est aussi citée en Argentine.